# Wiktor Nusenkis
Wiktor Łeonidowycz Nusenkis, ukr. Віктор Леонідович Нусенкіс (ur. 3 marca 1954 w Doniecku) – ukraiński przedsiębiorca, współwłaściciel i prezes koncernu „Energo”, założyciel grupy Donetskstal, wnosi największy wkład w Ukraiński Kościół Prawosławny Patriarchatu Moskiewskiego.

## Życiorys
Ukończył Politechnikę Doniecką.
Pracował w kopalni im. Batowa w Makiejewce. Kierował kopalnią Żdanowską.
W 1992 roku założył Koncern Energo, która wkrótce stała się największym handlowcem węgla na Ukrainie, w Rosji i Kazachstanie.
Nabył Zakład Metalurgiczny w Doniecku i niektóre przedsiębiorstwa przemysłu węglowego. Założył grupę Donetskstal. Grupa obejmuje Zakład Metalurgiczny w Doniecku, Jasynowski Zakład Koksochemiczny w Makiejewce, Zakład Koksochemiczny w Makiejewce, Zarząd Kopalni Pokrowske, Zakład Elektrotechniczny w Doniecku.
W lutym 2001 roku Koncern Energo poprzez jego Spółki upoważnione Kuzbasstransugol nabył pakiet kontrolny Kopalni Kostromowskaja (obwodzie kemerowskim, Rosja). Również kontroluje inną rosyjską Kopalnię Zariecznaja.
W 2007 roku razem z Wołodymyrem Bojkiem założył Jasynowską Spółkę Koksochemiczną.
W 2009 nabył Kopalnię Oktiabrską w obwodzie kemerowskim w Rosji.
Wszystkie główne świątynie diecezji donieckiej Ukraińskiego Kościoła Prawosławnego zostały wzniesione na własny koszt. Członek Rady Lokalnego Rosyjskiego Kościoła Prawosławnego w 2009 r. delegowany przez diecezję doniecką Ukraińskiego Kościoła Prawosławnego. Obecnie posiada obywatelstwo rosyjskie.
W Rosji na jego koszt została wybudowana świątynia Objawienia Pańskiego w Kozielsku.
W 2006 znalazł się na 14 miejscu w rankingu najbogatszych ludzi na Ukrainie, jego majątek szacowano wówczas na 0,691 mld USD. W 2008 uplasował się na 7 miejscu w rankingu, a jego majątek wzrósł w ciągu dwóch lat do 3,3 mld USD.
Żonaty. Ma dwoje dzieci.